# Аравазь-Пельга
Аравазь-Пельга (удм. Арвазь-Пельга) — деревня в Кизнерском районе Удмуртии, входит в Старокармыжское сельское поселение. Находится в 22 км к юго-востоку от Кизнера, в 36 км к юго-западу от Можги и в 111 км к юго-западу от Ижевска. Расположено при впадении реки Арвазь справа в реку Ишек, приток Умяка.